# Protéine cationique des éosinophiles
Pour les articles homonymes, voir ECP.
La protéine cationique des éosinophiles (ECP, pour Eosinophil Cationic Protein en anglais) ou ribonucléase 3 est une enzyme basique des granulocytes éosinophiles. Chez l'homme, elle est encodée par le gène RNASE3 situé sur le chromosome 14. Elle est libérée au cours de la dégranulation des éosinophiles. Une augmentation du taux de cette protéine est observée lors d'une inflammation et d'une crise asthme. Il existe trois formes glycosylées de l'ECP, dont la masse moléculaire est par conséquent comprise entre 18 et 22 kDa.
La protéine cationique des éosinophiles et la neurotoxine dérivée des éosinophiles qui lui est apparentée appartiennent à la famille de la ribonucléase pancréatique, ou ribonucléase A. Elles possèdent des activités neurotoxiques, helminthotoxiques et ribonucléolytiques. L'ECP se trouve dans les granules des éosinophiles.

## Activité ribonucléase et cytotoxicité
L'activité ribonucléase de l'ECP n'est pas indispensable à sa cytotoxicité. En modifiant les deux résidus d'acides aminés du site actif de l'activité ribonucléase afin de les inactiver — la lysine 38 en arginine et l'histidine 128 en aspartate — on observe en effet que l'ECP demeure cytotoxique tout en étant dépourvue d'activité ribonucléase. Sa production et son transport au sein des bactéries n'est pas non plus altérée par cette mutation.
L'ECP est une protéine puissamment cytotoxique capable de tuer des cellules d'épithélium de la trachée chez le cochon d'Inde, de leucémie chez les mammifères, de carcinome épidermoïde, de cancer du sein, ainsi que des bactéries et d'autres types de cellules.
Chez l'homme, la protéine cationique des éosinophiles est cytotoxique pour les cellules épithéliales des bronches en se liant à des protéoglycanes à sulfate d'héparane qui sont ensuite absorbés par endocytose.

## Apoptose induite par la protéine cationique des éosinophiles
Des études ont montré que la protéine cationique des éosinophiles, comme d'autres ribonucléases dont la neurotoxine dérivée des éosinophiles, induisent l'apoptose des cellules. Leur cytotoxicité sur les cellules HL60 (en) et HeLa provient d'une activité semblable à celle de la caspase 3. De ce fait, les ribonucléases cytotoxiques jouent un rôle important dans la mort des cellules. Cependant, le mécanisme de l'apoptose induite par l'ECP n'est pas encore entièrement certain. D'autres études ont montré que les éosinophiles peuvent induire la mort des cellules épithéliales par apoptose et par nécrose.